# Maghreb
Maghreb (arabsky  ْاَلْمَغْرِب, al-Maġrib, berbersky ⵜⴰⵎⴰⵣⵖⴰ) znamená v arabských jazycích „západní“. Je to region v Africe na severu Sahary a západně od Nilu, známý také jako Arabský Maghreb (arabsky المغرب العربي, al-Maġrib al-ʿArabī) a Severozápadní Afrika. Konkrétně jsou to státy Maroko, Západní Sahara, Alžírsko, Tunisko, Libye a více či méně Mauritánie. Někdy je chápán jako protiklad Mašreku.
Od konce doby ledové, kdy vyschla poušť Sahara, byl kontakt mezi Maghrebem a subsaharskou Afrikou velmi omezený kvůli nutnosti překročit poušť. To skončilo expanzí Arabů a rozšířením islámu, i když kontakt nadále zůstával díky obchodu, zprostředkovaným karavanami přepravujícími zboží jako sůl, zlato, slonovinu a otroky.

## Státy v oblasti Maghrebu
- Alžírsko
- Ceuta
- Libye
- Mauritánie
- Melilla
- Maroko
- Tunisko
- Západní Sahara

## Obyvatelstvo
Lidé z Maghrebu mají jak africké, tak východní kořeny. Většina lidí v této oblasti jsou buď Arabové, tedy lidé s předky ze Středního východu, nebo Berbeři, kteří ze severní Afriky pochází. Menší část obyvatel má předky z tzv. černé Afriky, později se především na pobřeží dostaly i národnosti jako např. Francouzi, Italové, Španělé a Turci. Region také sdílí většinu kulinářských tradicí. Habib Bourguiba Maghreb popisuje jako část severní Afriky, kde se vaří kuskus.
Svaz arabského Maghrebu (Union du Maghreb Arabe) má za cíl koordinaci politiky a ekonomiky států v tomto regionu; neshody v řadách členů a bezpečnostní problémy v Alžíru jí ale staví do cesty překážky.

### Náboženství
Nejstarší známá náboženství v oblasti byla berberská náboženství, včetně megalitických kultů. Krátce po vzniku křesťanství se v oblasti rozšířilo křesťanství s významným centrem na území dnešního Tuniska, kde vznikaly uznávané teologické školy a působili zde křesťanští myslitelé jako Tertulián, Cyprián nebo Augustin. První latinské teologické texty vznikly právě zde.
Islámská expanze nedlouho po vzniku islámu v 7. století rychle v severní Africe přepsala náboženskou realitu a křesťanství se stalo menšinovým, leč stále přítomným náboženstvím. V roce 641 za vlády chalífy Umara ibn al-Chattába muslimská vojska ovládla Egypt a hned následující rok také území dnešní Libye; o šest let později muslimové ovládli území dnešního Tuniska. Další tři desetiletí stačily na to, aby islám ovládl celou severní Afriku až k pobřeží Atlantského oceánu a pomalu začal pronikat Saharou na jih. Islám dnes drtivě oblasti dominuje – v Alžírsku, Libyi nebo Maroku se k islámu hlásí až 99 % obyvatel. Většina maghrebských muslimů jsou podle afrikanisty Ondřeje Havelky sunnité, ovšem například v Tunisku je přibližně 40% nekonfesních muslimů. Křesťané a další náboženství tvoří nepočetné menšiny.